# Каттан, Худа
Худа Каттан (англ. Huda Kattan; 2 октября 1983, Оклахома-Сити, Оклахома, США) — американская визажистка, бьюти-блогер и предпринимательница. Основательница косметической линии Huda Beauty.

## Ранний период жизни
Худа Каттан родилась 2 октября 1983 года в Оклахома-Сити (штат Оклахома) и была одной из четырёх детей эмигрантов из Ирака. Позже семья переехала в Куквилл (штат Теннесси), а затем в Дартмут (штат Массачусетс). Каттан училась в Мичиганском университете в Дирборне по специальности «финансы».

## Карьера
В 2006 году Каттан переехала в Дубай вместе со своим отцом, которому предложили работать учителем в эмирате. Несколько лет спустя Каттан переехала в Лос-Анджелес, где училась макияжу. Среди её клиентов были такие знаменитости, как Ева Лонгория и Николь Ричи. Затем Каттан вернулась в Дубай, где стала работать визажистом в компании Revlon. В апреле 2010 года по совету одной из своих сестёр Каттан завела блог на платформе WordPress, посвящённый красоте, названный «Huda Beauty», в котором она публиковала уроки и советы по макияжу.
В 2013 году Каттан основала линию косметики, которая, как и её блог, также называется «Huda Beauty». Её первый продукт, серия накладных ресниц, был выпущен компанией Sephora. Бренд Huda Beauty добился успеха благодаря продаже накладных ресниц, которые носила, в том числе, Ким Кардашьян.
Расположенная в Дубае компания Худы расширила свой ассортимент косметических продуктов, добавив к своей линейке палитры теней для век и хайлайтеров, жидкие помады, карандаши для губ, тональные кремы, консилеры, пудры для закрепления макияжа и жидкие тени.